# Veton Berisha
Veton Berisha (* 13. dubna 1994 Egersund) je norský profesionální fotbalista albánského původu, který hraje na pozici útočníka za švédský klub Hammarby IF a za norský národní tým.
Jeho starší bratr Valon Berisha je taktéž fotbalista.

## Reprezentační kriéra
Berisha reprezentoval Norsko v mládežnických výběrech od kategorie U15.
V A-mužstvu Norska debutoval 29. 5. 2016 v přátelském zápase v Portu proti reprezentaci Portugalska (porážka 0:3).